# World Tag Team Championship (WWE)

World Tag Team Championship là một chức vô địch đấu vật chuyên nghiệp đồng đội chuyên nghiệp thế giới được tạo ra bởi công ty World Wrestling Entertainment (WWE), và là chức vô địch đồng đội tổng thể thứ ba của chương trình. Được tạo ra ban đầu bởi công ty tiền thân - World Wide Wrestling Federation (WWWF) vào ngày 3 tháng 6, 1971 (đã đổi tên thành World Wrestling Federation (WWF) vào năm 1979). Nó trở nên quan trọng khi là chiếc đai duy nhất dành cho đánh đồng đội cho đến lúc đó - WWF đã mua lại World Championship Wrestling (WCW) vào tháng 3 năm 2001, trong đó thêm chức vô địch đồng đội cho họ. Cả hai danh hiệu đều được thống nhất, bỏ đai vô địch WCW và tiếp tục WWF.
Vào năm 2002, công ty đổi tên thành WWE. Trong suốt việc giới thiệu mở rộng thương hiệu, nơi các đô vật và các chức vô địch trở thành độc quyền cho thương hiệu Raw, trong khi chiếc đai thứ hai WWE Tag Team Championship được tạo ra dành cho thương hiệu SmackDown. Cả hai danh hiệu đều được thống nhất vào năm 2009, với cái tên "Unified WWE Tag Team Championship", nhưng vẫn hoạt động độc lập dưới tên World Tag Team Championship và ngừng hoạt động vào năm 2010, tiếp tục ủng hộ chức vô địch mới hơn.
Chức vô địch gây tranh cãi trong các trận đấu vật chuyện nghiệp. Cho tiêu đề cho sự kiện WWF bao gồm: Inyour House 3, Fully Loaded: Inyour House, và Backlash năm 2001. Đội vô địch đầu tiên là Luke Graham và Tarzan Tyler, và những nhà vô địch cuối cùng là The Hart Dynasty.

## Lịch sử
Khi World Wide Wrestling Federation (WWWF) được thành lập vào năm 1963, đai đồng đội đầu tiên của họ là WWWF United States Championship ban đầu được thành lập là đai vô địch NWA vào năm 1958 và được sử dụng bởi công ty kế nhiệm WWWF, Capitol Wrestling Corporation. Sau đó, nhà vô địch WWWF World Heavyweight Champion Bruno Sammartino và đồng đội cộng sự của ông Spiros Arion thắng được danh hiệu vào năm 1967, đai U.S. Tag Team Championship đã không được quan tâm và ngừng hoạt động khi Sammartino trở thành nhà vô địch thế giới. Hai năm sau đó, The Rising Suns (Toru Tanaka và Mitsu Arakawa) đã đến WWWF với WWWF International Tag Team Championship, họ đã giành được đai bằng cách thắng trong một tour lưu diễn ở Tokyo vào tháng 6 năm đó. Nó đã trở thành danh hiệu đồng đội WWWF mang danh hiệu với họ.
Đai World Tag Team Championship ban đầu được biết đến với tên World Wide Wrestling Federation (WWWF) World Tag Team Championship. Cùng với việc giới thiệu đai vào năm 1971, Luke Graham và Tarzan Tyler đã trở thành những nhà vô địch đầu tiên của đai này. Sau đó,vào năm 1979, tên của công ty được đổi thành World Wrestling Federation, và như vậy tên của đai phải đổi thành World Wrestling Federation (WWF) World Tag Team Championship vào năm 1983. Đai này sau đó được nhắc đến với cái tên đơn giản là WWF Tag Team Championship cho ngắn gọn hơn vào những năm 90.

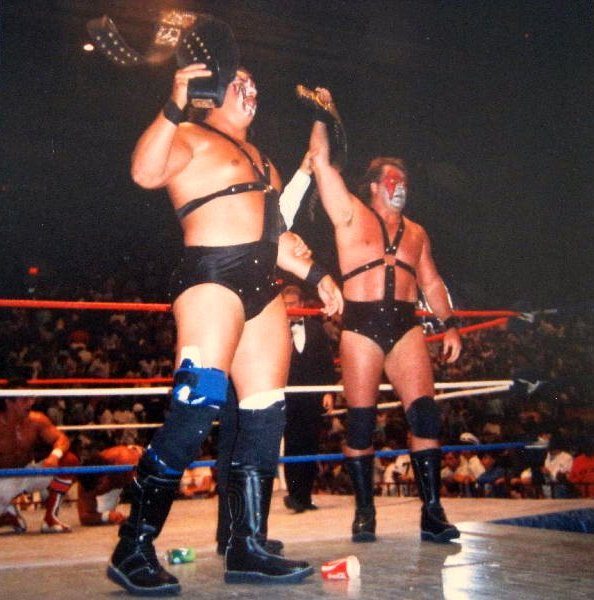
Demolition (Smash và Ax) là những người vô địch ba lần; lần giữ đai đầu tiên của họ đã trở thành những người giữ đai lâu nhất trong lịch sử danh hiệu này với 478 ngày

Vào tháng 3 năm 2001,World Wrestling Federation đã mua lại World Championship Wrestling.Cùng vối sự kiện này,Vince McMahon đã dựng nên kịch bản có tên là "The Invasion",mà cuối cùng WCW đã ngừng hoạt động.Trong phần cuối của "Invasion" tại Survivor Series 2001,đai WCW Tag Team Championship và đai WWF Tag Team Championship đã được hợp nhất sau trong trận đấu trong "lồng sắt" (Steel cage match) sau khi WCW Tag Team Champions, The Dudley Boyz,đánh bại WWF Tag Team Champions, The Hardy Boyz.Với kết quả này,The Dudley Boyz đã được ghi nhận là những nhà vô địch WCW Tag Team Champions cuối cùng và trở thành những nhà vô địch WWF Tag Team Champions mới.
Sau khi WWF đổi tên thành WWE vào năm 2002,chức vô địch sau đó cũng được đổi tên thành World Wrestling Entertainment (WWE) Tag Team Championship.World Wrestling Entertainment (WWE) Tag Team Championship.Sau đó,Trong thời kì mở cửa tự do,điều hành chính của RAW là Eric Bischoff đã được cho phép ký với những nhà vô địch đồng đội lúc đó về với RAW sau khi họ đã bị chuyển qua SmackDown!.Với kết quả của việc Tag Team Championship nay đã thuộc về RAW,để lại SmackDown! không còn một chức vô địch đánh đôi nào.Sau hành động đó của Bischoff,điều hành chính của SmackDown! là Stephanie McMahon đã giới thiệu một đai mới gọi là WWE Tag Team Championship và nó trở thành đai vô địch đồng đội thuộc về riêng SmackDown!òCung với sự xuất hiện của đai World Heavyweight Championship tại RAW sau khi đai Undisputed bị chuyển qua SmackDown! và trở thành WWE Championship lần nữa,đai Tag Team Championship ở RAW đã được xem là World Tag Team Championship.Điều này đã hoàn tất do đó tên của cả hai chức vô địch đồng đội bây giờ đã phản ánh tên của những chức vô địch đẳng cấp nhất ở từng chương trình tường ứng.Tuy vậy,sau khi WWE Championship và World Heavyweight Championship đổi chỗ các chương trình cho nhau trong 2005 Draft Lottery,không có đai nào trong 2 đai được đổi tên.
Cuối năm 2008 đầu năm 2009, họ - những nhà vô địch WWE Tag Team Champions The Colóns (Carlito và Primo) đã tham gia vào sự cạnh tranh với đối thủ - những nhà vô địch Worlds Tag Team Champions John Morrison và The Miz, với việc hai đội trao đổi chiến thắng trong một trận đấu không tranh danh hiệu và giữ lại sự tôn trọng các danh hiệu khác trước đó của họ. Vào ngày 17 tháng 3 tại tập phim ECW on Syfy, nó được tuyên bố rằng tại WrestleMania XXV, những đội đấu sẽ phải bảo vệ trước các danh hiệu khác nhau và đội thắng sẽ giữ cả hai danh hiệu. The Cólons đánh bại John Morrison và The Miz, do đó thống nhất danh hiệu thành Unified WWE Tag Team Championship, mặc dù những đai vô địch đó vẫn hoạt động độc lập.
Với đai Unified WWE Tag Team Championship, đai vô địch xuất hiện lần cuối cùng và được bảo vệ ở bất kì thương hiệu WWE, bất kể thương hiệu rằng người nắm giữ thuộc về. Vào ngày 16 tháng 8 năm 2010, World Tag Team Championship (đã giảm biệt danh "thống nhất"), tiếp theo Bret Hart thuyết trình về một chức vô địch mới sau đó và những nhà vô địch World Tag Team Championship cuối cùng, The Hart Dynasty (David Hart Smith và Tyson Kidd).

## Các thông tin
- Những nhà vô địch đầu tiên là Crazy Luke Graham và Tarzan Tyler, người đánh bại Dick the Bruiser và The Sheik vào ngày 3 tháng 6 năm 1971.
- Những người giữ đai lâu nhất là Demolition với tổng số 478 ngày giữ đai.
- Ba đội lập kỉ lục với những lần giữ đai ngắn nhất.
- Jules Strongbow và Chief Jay Strongbow đã giành được danh hiệu rất nhanh sau khi thắng vào ngày 28 tháng 6 năm 1982 khi nó đã xác định rằng Mr. Fuji, một trong những nhà vô địch cùng Mr. Saito đã đè đếm với chân để trên dây.
- Owens Hart và Yokozuna để thua danh hiệu của họ vào ngày 25 tháng 9 năm 1995 cho Smoking Gunns rất ngắn sau khi trả lại danh hiệu cho họ.
- Vào ngày 19 tháng 3 năm 2001, Edge và Christian đánh bại The Hardy Boyz để giành đai và là đội duy nhất để thua trong đêm đó cho The Dudley Boyz.
- The Duldley Boyz giữ kỉ lục nhiều lần giữ đai nhất với tám lần. Edge giữ kỉ lục là người đấu đơn giành đai này nhiều nhất với mười hai lần. Anh cũng giành chiến thắng danh hiệu trước Hulk Hogan, Chris Benoit, Randy Orton và Chris Jericho (sau khi danh hiệu đã được thống nhất).
- Có năm người đã từng giành đai này trong khi cũng đang giữ đai WWE hoặc World Champion: Bob Backlund (WWF, 1980), Diesel (WWF, 1995), Steve Austin (WWF, 1998 & 2001), Chris Benoit (World, 2004), và John Cena (WWE, 2007).
- The Brothers of Destruction là nhóm đầu tiên trong lịch sử cùng một lúc giữ 2 đai World Tag Team Championship và WCW World Tag Team Championship.
- Có 2 lần mà nhóm đang giữ đai World Tag Team Champions thi đấu chống lại chính mỗi người họ:Davey Boy Smith vs. Owen Hart tranh đai(nay đã bị bỏ) European Championship vào ngày 26 tháng 2 1997 và John Cena vs. Shawn Michaels tranh đai WWE Championship tại WrestleMania 23 vào ngày 1 tháng 4 năm 2007.

## Những nhà vô địch hiện nay

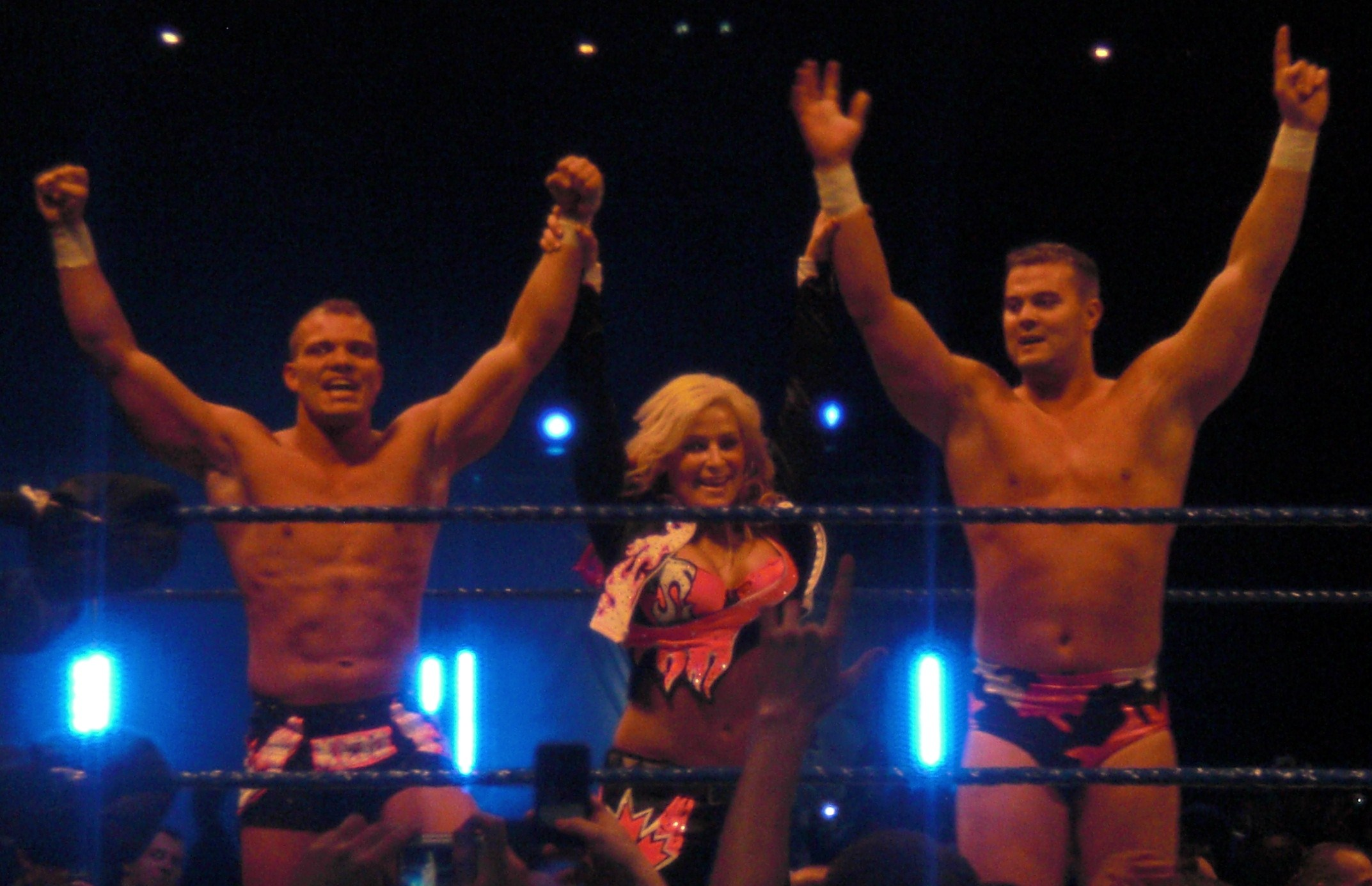
Những nhà vô địch cuối cùng The Hart Dynasty

Chức vô địch hiện nay không còn. Những nhà vô địch cuối cùng là The Hart Dynasty (David Hart Smith và Tyson Kidd), những người giành đai từ ShoMiz (Big Show và The Miz) vào ngày 26 tháng 4 năm 2010 tại tập phim Raw. Sau khi World Tag Team Championship ngừng hoạt động, đội tiếp tục trở thành WWE Tag Team Champions nhưng sau đó đã để thua tại Night of Champions vào ngày 19 tháng 9 năm 2010 bởi Drew McIntyre và Cody Rhodes.